# Pituite
La pituite (du latin pituita), aussi appelée phlegme ou flegme, est un terme médical ancien, qui n'est plus guère utilisé depuis le milieu du XXe siècle, et qui pourrait se rapprocher des mucosités ou mucus produit par des muqueuses.

## Époque contemporaine
À l'époque contemporaine (début XIXe, fin XXe), il désigne un liquide aqueux, d'aspect glaireux, composé de salive et de mucosités œsophagiennes, et qui s'accumule la nuit dans l'estomac. Cette pituite est recrachée le matin à jeun, par expectoration ou par régurgitation (spasme du cardia). Elle se voit le plus souvent chez des sujets alcooliques, elle peut être symptomatique d'une maladie de l'estomac, en particulier la gastrite alcoolique.

## Médecine antique et médiévale
D'après la théorie des humeurs, la pituite (du latin pituita, elle est appelée aussi phlegme, d'après le grec ancien φλέγμα / phlegma, et plus tardivement lymphe, à partir de la fin du XVIIe siècle, alors que le système lymphatique vient d'être découvert) est rattachée au cerveau (humidité du cerveau). Le cerveau rendait les mêmes services que certaines glandes, délivrant le corps d'un excès d'humidité, accumulant l'eau comme une éponge, puis la relâchant sous forme de catarrhes. Le cerveau apparaissait froid à Aristote, à l'opposé du cœur qui était chaud. La glande pituitaire, ancienne dénomination de l'hypophyse, était considérée comme le filtre de cette humidité qui, croyait on, pouvait s'écouler par le nez par d'hypothétiques petits canaux au travers de l'os sphénoïde lors d'un rhume , populairement appelé « rhume de cerveau ». On concevait donc que le nez était l'émonctoire du cerveau. La pituite était froide, contrairement aux autres humeurs, et augmentait en quantité en hiver, la saison la plus en adéquation avec sa nature froide, c'est d'ailleurs à cette période que l'on crachait et que l'on mouchait le plus de pituite. Cette pituite pouvait s'assécher et se déposer en formant des croûtes sur le bord des muqueuses. Cette théorie apparait dans un traité du médecin grec, Claude Galien (De usu partium Lib.9 Cap.3). Galien concevait la pituite comme la partie excrémentielles des esprits animaux dans le système ventriculaire. Galien également amené à se prononcer sur l'olfaction (De usu partium Lib.8 Cap.7) envisage aussi la lame criblée de l'ethmoïde comme lieu de passage de la pituite (dont la muqueuse est toujours appelée muqueuse pituitaire) .
De nombreuses maladies chroniques s'expliquaient comme des dépôts de pituite (la matière catarrhale) en différents endroits du corps, en particulier les articulations, d'où le terme de rhumatismes, de rhume de hanche, de goutte (dépôt en goutte à goutte). Ces dépôts expliquaient aussi certaines tuméfactions et des abcès froids, comme ceux de la tuberculose (écrouelles). Les troubles d'écoulements de pituite pouvaient expliquer des maladies comme la migraine, l'épilepsie, la sciatique, les hémorroïdes, etc. Cette théorie dite « catarrhale » expliquait également l'épilepsie par une une trop grande quantité d'humeur dans le cerveau qui ne pouvait s'évacuer chez les personnes flegmatiques: de flegmatique la personne devenait épileptique. La plupart des maladies du cerveau naissaient de la dyscrasie des humeurs, bien que l'on ait reconnu qu'un choc à la tête ait pu entamer les facultés du cerveau de mouvement, de pensée et de sensibilité.
Encore au XVIe siècle, pour Costanzo Varolio, le cerveau, membrum molle et aqueumn, regorgeait d'humidité, c'est-à-dire de phlegme ou de pituite; « les glandules appendues aux cavités ventriculaires du cerveau collectent, comme des éponges, les produits excrémentiels provenant ici de la nutrition du cerveau et qui doivent être éliminés hors de l'économie; rassemblée dans les ventricules comme dans des cloaques, la pituite descend par infunfibulum au palais et est rejetée par la bouche et par les narines. ».

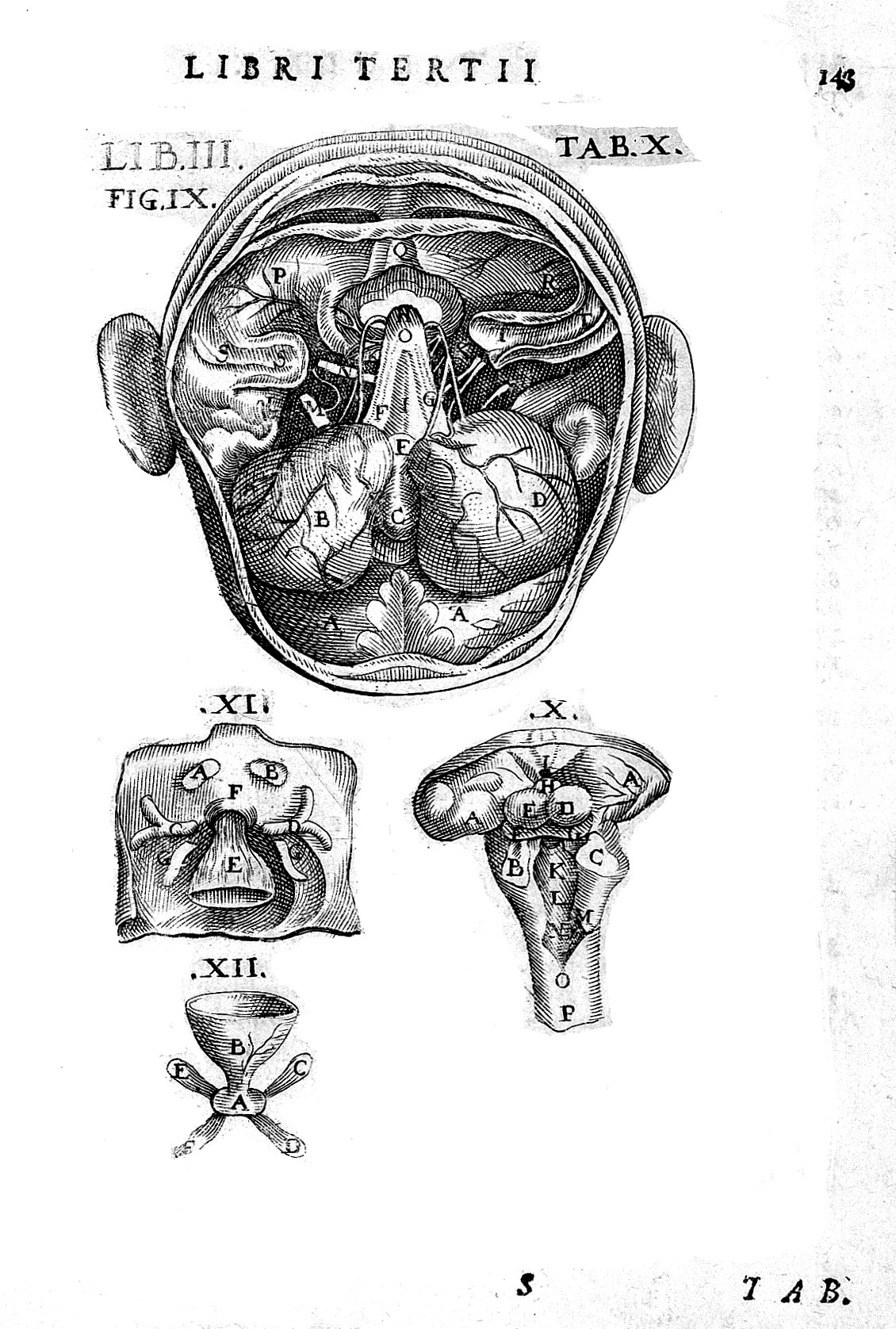
Théodore de Bry (1528-1598). Livre III duTheatrum anatomicum de Gaspard Bauhin (1605). Galien (De usu partium Lib.9 Cap.3) et les savants jusqu'à la Renaissance ont cru que la pituite qui sortait des ventricules du cerveau passait par l'infundibulum, soit la tige pituitaire jusqu'à l'hypophyse et de la vers la gorge. L'infundibulum, en latin un entonnoir est représenté ici avec le chiasma optique. (fig. XII)

Accompagnant la théorie des humeurs, une recherche intensive a suivi, initiée par Galien pour trouver les canaux qui permettent de drainer la pituite des ventricules du cerveau vers la glande pituitaire, et de celle-ci, à travers la selle turcique, dans les fosses nasales et le pharynx, ce qui finalement mènera à la découverte du canal crâniopharyngien et la tige pituitaire. Vésale très critique par rapport à Galien, sans pour autant remettre en question la théorie catarrhale, niera l'existence de ce passage par la selle turcique, mais on accueillera favorablement l'idée d'un passage par la lame criblée de l'ethmoïde. Lentement la théorie catarrhale a été réfutée, par Van Helmont, puis véritablement par Conrad Victor Schneider dans son De catarrhis de 1660-64 ; le mot « pituite » à la suite de Schneider a eu tendance à disparaître, du moins selon sa signification antique. Comme le dit Jean Royer de Prade en 1667, pour une thématique qui lui tient à cœur, la prise de tabac en sternutatoire, pratique censée purger le cerveau de sa pituite : 

« Cela ſuppoſe, le Tabac en poudre penetre dans les cavitez du nez, & de là dans la bouche, & envoye par leurs veines ſa vertu droit au cœur, & du cœur par les arteres à la teſte & à toutes les autres parties du corps. Alors ſon principal effet eſt l’excretion de la pituite, (pour continuer à me ſervir de ce mot de l’Ecole, uſité depuis ſi longtemps, quoy qu’en effet il ſoit aujourd’huy comme rejeté) puis que ny la pituite, ny la bile, ny la melancholie ne font point conſiderées comme veritables parties du ſang, mais comme des excrements qui doivent en être continuellement ſeparez, ou par la nature, ou par l’art ; ce qui rend l’uſage du Tabac, à l’égard de la pituite, d’autant plus utile & plus neceſſaire. Il avance donc ou bien il augmente de cette façon l’évacuation de cette humeur. »

— Jean Royer de Prade, Discours du tabac. 1668.
Cette pratique de la prise du tabac par l'aristocratie, véritable toxicomanie, prenait généralement prétexte de sa justification médicale (une purge du cerveau, particulièrement en cas de rhume), et trouvera de nouvelles justifications médicales lorsque la théorie catarrhale sera infirmée (le Discours du tabac de Royer de Prade en témoigne). Certaines comédies du milieu du XVIIe siècle se sont faites l'écho de l'ancienne affirmation anatomique tombée en disgrâce (et de l'ancienne pratique tabagique), si ce n'est de la véritable révolution épistémologique qui se profile au milieu du XVIIe siècle, dont la révocation de la théorie catarrhale n'est qu'un signe avant-coureur, dans ce qu'on appelle aujourd'hui, les neurosciences. 
On appelait tempérament pituiteux, lymphatique ou flegmatique, le tempérament des personnes froides et tranquilles qui dominent leurs émotions. C'est un apport de Galien, car Hippocrate ne décrit pas les pituiteux.  
La théorie galénique était au début du XVIIIe siècle largement réfutée. 
L'expression rhume du cerveau est toujours utilisée de nos jours ; la croyance en une communication entre le crâne et les fosses nasales est demeurée longtemps vivace dans la population.
Le liquide observé par les anatomistes dans les ventricules du cerveau a été par la suite reconnu comme le liquide céphalo-rachidien.